# 뫼비우스 황야 ~ 절망전설 에피소드 1
《뫼비우스 황야 ~ 절망전설 에피소드 1》(メビウス荒野～絶望伝説エピソード1)는 2011년 4월 23일 킹 레코드에서 발매된, 애니메이션 안녕, 절망선생의 관련 앨범이다. 대한민국에서는 정식발매되지 않았다.

## 수록곡
1. 뫼비우스 황야 ~ 절망전설 에피소드 1(メビウス荒野~絶望伝説 エピソード1) 
노래：오오츠키 켄지, 노나카 아이, 사와시로 미유키, 신타니 료코, 이노우에 마리나, 코바야시 유우
작사：오오츠키 켄지／작곡：NARASAKI
2. 언더그라운드 피플 섬머 홀리데이 2011 ver.(アングラ・ピープル・サマー・ホリディ~2011版)
노래：오오츠키 켄지
작곡：오오츠키 켄지／작곡 : NARASAKI
3. 뫼비우스 황야 ~ 절망전설 에피소드 1 Off Vocal(メビウス荒野~絶望伝説 エピソード1 歌無し)
4. 언더그라운드 피플 섬머 홀리데이 2011 ver. Off Vocal(アングラ・ピープル・サマー・ホリディ~2011版 歌無し)